# Trichinellosi
La trichinellosi o trichinosi è una zoonosi parassitaria causata da nematodi appartenenti al genere Trichinella di cui oggi conosciamo otto specie diverse (Trichinella spiralis, Trichinella nativa, Trichinella britovi, Trichinella murrelli, Trichinella nelsoni, tutte specie incapsulate e Trichinella pseudospiralis, Trichinella papuae, Trichinella zimbabwensis che invece non sono incapsulate) e almeno tre genotipi distinti. È stato calcolato che circa dieci milioni di persone sono a rischio nel mondo.
L'unica specie autoctona italiana è Trichinella britovi, ma in passato ci sono stati focolai umani da importazione causati da altre specie quali la Trichinella spiralis.
La Trichinella ha un ampio spettro d'ospite, dall'uomo agli uccelli, e in alcuni casi anche i rettili, a seconda delle varie specie.
L'unica modalità di contrazione dell'infezione è quella legata all'ingestione di carne cruda o poco cotta proveniente da un ospite infetto.
La malattia è caratterizzata da due fasi: una enterica con sintomatologia a carico dell'apparato gastro-intestinale, legata alla presenza degli adulti a livello intestinale e una parenterale, dovuta al passaggio in circolo delle larve L1, caratterizzata da miosite, edemi localizzati soprattutto al volto e manifestazioni orticarioidi.
Inoltre le larve della Trichinella spiralis, quando ingerite, vanno a incistarsi nei muscoli scheletrici dell'ospite.
Una complicanza talora fatale è la cosiddetta neurotrichinosi, caratterizzata da encefalite e/o miocardite.

## Veterinaria
La trichinellosi è una malattia di interesse veterinario, presente soprattutto nei suini e nei cinghiali, ma ne sono affetti anche gli equini. Altre specie sono rappresentate da animali selvatici, come i roditori.
Gli animali sono colpiti dai parassiti in particolare nelle masse muscolari. Il muscolo più interessato è il diaframma (pilastri), seguito dal massetere, cioè il muscolo masticatorio.
La profilassi si basa sull'introduzione sistematica nei mattatoi dell'esame trichinoscopico, con il quale è possibile rilevare la presenza del parassita nei muscoli. L'esame viene eseguito su campioni di diaframma dei suini e degli equini. L'esame è svolto dai veterinari che, dopo aver prelevato i campioni, ne eseguono l'esame dopo opportune preparazioni, che prevedono la predigestione con acido cloridrico e pepsina.
Recentemente la commissione tecnica dell'Unione europea ha introdotto nuovi regolamenti per contenere il fenomeno di proliferazione del parassita che dai paesi dell'Est europeo potrebbe diffondersi nel bestiame del resto dell'Europa. I nuovi regolamenti in materia di trichinellosi (Regolamento CE N.2075/2005 e successive integrazioni) prevedono il sistematico esame di tutti i capi equini, dei cinghiali e di tutti i verri e le scrofe. Soltanto i suini da ingrasso potranno essere esaminati in un numero pari al 10% degli animali macellati purché provenienti da allevamenti riconosciuti indenni dalla malattia e certificati dalle Autorità Sanitarie. Speciali liste di laboratori sono approntate in tutte le Regioni italiane e nelle Province Autonome, nelle quali saranno registrati i centri autorizzati all'esecuzione delle analisi.
In caso di positività alla malattia riscontrata in un animale i nuovi regolamenti prevedono che le indagini vengano estese a tutti i capi appartenenti alla partita alla quale apparteneva l'animale infestato e successivamente a quelli delle zone vicine a quelle di provenienza dello stesso. Scatterebbero quindi le nuove procedure obbligatorie di rintracciabilità introdotte dalla Decisione della Commissione CE n. 178.